# Hachisuka Iemasa
En aquest nom japonès, el cognom és Hachisuka.

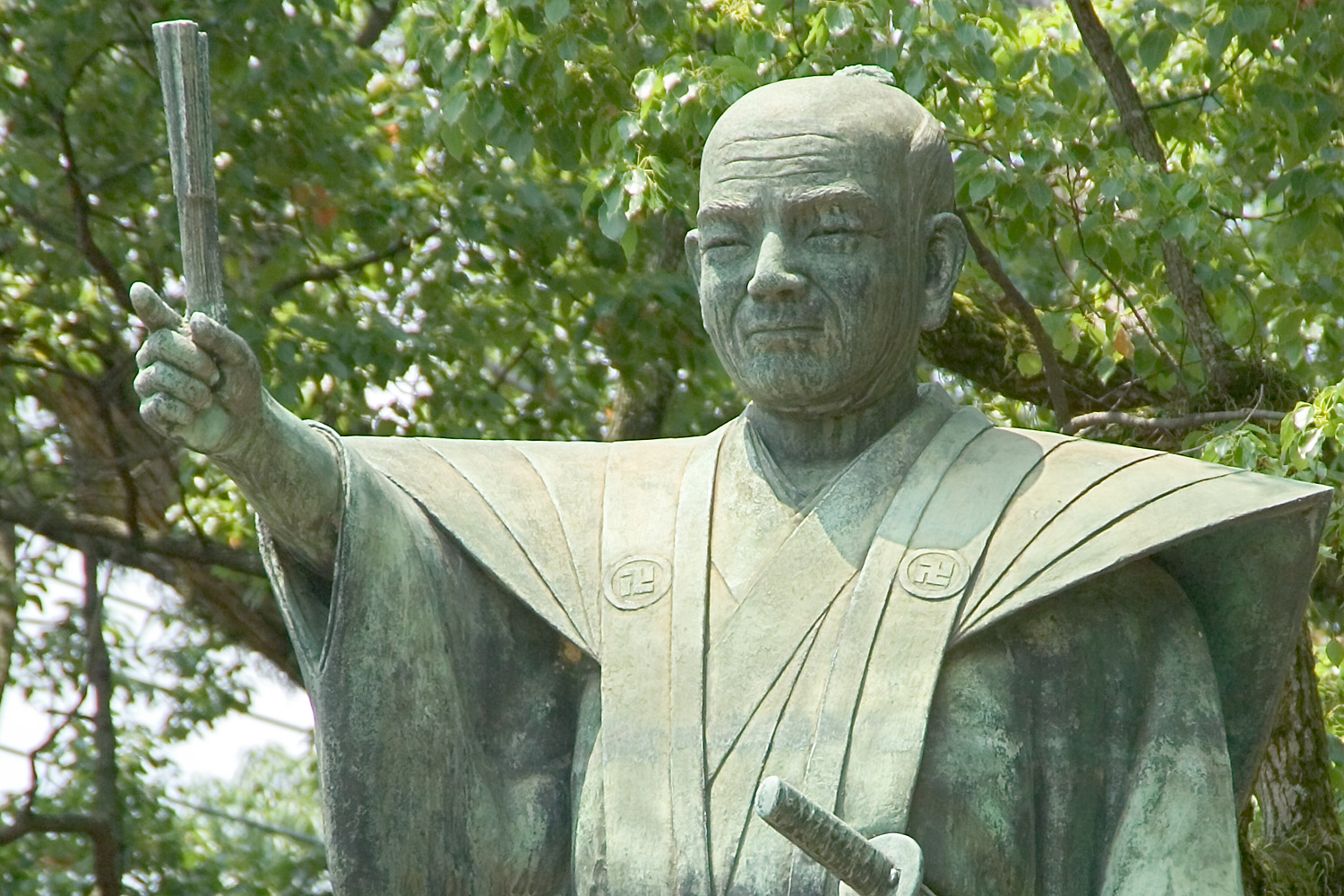
Estàtua de Hachisuka Iemasa.

Hachisuka Iemasa (蜂须贺家政, Hachisuka Iemasa 1558-1639) va ser un samurai del període Azuchi-Momoyama i inicis del període Edo en la història del Japó.
Iemasa va ser fill de Hachisuka Masakatsu i va participar sota el servei de Toyotomi Hideyoshi en contra de l'illa de Shikoku així com durant les invasions japoneses a Corea. Durant la batalla de Sekigahara participà en suport al bàndol de Tokugawa Ieyasu, per la qual cosa posterior a la victòria va poder conservar el seu feu.